# Ange Mutsinzi
Ange Mutsinzi (Byimana, 15 novembre 1997) è un calciatore ruandese, difensore dello Zirə e della nazionale ruandese.

## Carriera

### Club
Dopo aver giocato a lungo con varie squadre nella massima serie ruandese, il 23 agosto 2021 si è trasferito al Trofense, formazione militante nella seconda divisione portoghese.
Il 7 febbraio 2023 è stato ufficializzato il suo passaggio ai norvegesi del Jerv, a cui si è legato con un accordo biennale.

### Nazionale
Il 18 settembre 2019 ha esordito con la nazionale ruandese giocando l'amichevole vinta 2-3 contro la RD del Congo.

## Statistiche

### Presenze e reti nei club
Statistiche aggiornate al 4 settembre 2021.
| Stagione        | Squadra         | Campionato      | Campionato | Campionato | Coppe nazionali | Coppe nazionali | Coppe nazionali | Coppe continentali | Coppe continentali | Coppe continentali | Altre coppe | Altre coppe | Altre coppe | Totale | Totale |
| Stagione        | Squadra         | Comp            | Pres       | Reti       | Comp            | Pres            | Reti            | Comp               | Pres               | Reti               | Comp        | Pres        | Reti        | Pres   | Reti   |
| --------------- | --------------- | --------------- | ---------- | ---------- | --------------- | --------------- | --------------- | ------------------ | ------------------ | ------------------ | ----------- | ----------- | ----------- | ------ | ------ |
| 2021-2022       | Trofense        | SL              | 1          | 0          | CP+CdL          | 0               | 0               |                    | -                  | -                  |             | -           | -           | 0      | 0      |
| Totale carriera | Totale carriera | Totale carriera | 1          | 0          |                 | 0               | 0               |                    | -                  | -                  |             | -           | -           | 1      | 0      |

### Cronologia presenze e reti in nazionale
| Cronologia completa delle presenze e delle reti in nazionale ― Ruanda | Cronologia completa delle presenze e delle reti in nazionale ― Ruanda | Cronologia completa delle presenze e delle reti in nazionale ― Ruanda | Cronologia completa delle presenze e delle reti in nazionale ― Ruanda | Cronologia completa delle presenze e delle reti in nazionale ― Ruanda | Cronologia completa delle presenze e delle reti in nazionale ― Ruanda | Cronologia completa delle presenze e delle reti in nazionale ― Ruanda | Cronologia completa delle presenze e delle reti in nazionale ― Ruanda |
| Data                                                                  | Città                                                                 | In casa                                                               | Risultato                                                             | Ospiti                                                                | Competizione                                                          | Reti                                                                  | Note                                                                  |
| --------------------------------------------------------------------- | --------------------------------------------------------------------- | --------------------------------------------------------------------- | --------------------------------------------------------------------- | --------------------------------------------------------------------- | --------------------------------------------------------------------- | --------------------------------------------------------------------- | --------------------------------------------------------------------- |
| 18-9-2019                                                             | Kinshasa                                                              | RD del Congo                                                          | 2 – 3                                                                 | Ruanda                                                                | Amichevole                                                            | -                                                                     |                                                                       |
| 22-9-2019                                                             | Macallè                                                               | Etiopia                                                               | 0 – 1                                                                 | Ruanda                                                                | Qual. Campionato delle Nazioni Africane 2020                          | -                                                                     |                                                                       |
| 18-1-2021                                                             | Douala                                                                | Ruanda                                                                | 0 – 0                                                                 | Uganda                                                                | Campionato delle Nazioni Africane 2020 - 1º turno                     | -                                                                     |                                                                       |
| 22-1-2021                                                             | Douala                                                                | Marocco                                                               | 0 – 0                                                                 | Ruanda                                                                | Campionato delle Nazioni Africane 2020 - 1º turno                     | -                                                                     |                                                                       |
| 26-1-2021                                                             | Limbé                                                                 | Togo                                                                  | 2 – 3                                                                 | Ruanda                                                                | Campionato delle Nazioni Africane 2020 - 1º turno                     | -                                                                     |                                                                       |
| 31-1-2021                                                             | Limbé                                                                 | Guinea                                                                | 1 – 0                                                                 | Ruanda                                                                | Campionato delle Nazioni Africane 2020 - Quarti di finale             | -                                                                     |                                                                       |
| 24-3-2021                                                             | Kigali                                                                | Ruanda                                                                | 1 – 0                                                                 | Mozambico                                                             | Qual. Coppa d'Africa 2021                                             | -                                                                     |                                                                       |
| 30-3-2021                                                             | Douala                                                                | Camerun                                                               | 0 – 0                                                                 | Ruanda                                                                | Qual. Coppa d'Africa 2021                                             | -                                                                     |                                                                       |
| 7-6-2021                                                              | Kigali                                                                | Rep. Centrafricana                                                    | 0 – 5                                                                 | Ruanda                                                                | Amichevole                                                            | -                                                                     | 46’                                                                   |
| 10-9-2024                                                             | Kigali                                                                | Ruanda                                                                | 0 – 0                                                                 | Nigeria                                                               | Qual. Coppa d'Africa 2025                                             | -                                                                     |                                                                       |
| 14-11-2024                                                            | Kigali                                                                | Ruanda                                                                | 0 – 1                                                                 | Libia                                                                 | Qual. Coppa d'Africa 2025                                             | -                                                                     |                                                                       |
| 18-11-2024                                                            | Uyo                                                                   | Nigeria                                                               | 1 – 2                                                                 | Ruanda                                                                | Qual. Coppa d'Africa 2025                                             | 1                                                                     |                                                                       |
| 21-3-2025                                                             | Kigali                                                                | Ruanda                                                                | 0 – 2                                                                 | Nigeria                                                               | Qual. Mondiali 2026                                                   | -                                                                     |                                                                       |
| 5-6-2025                                                              | Costantina                                                            | Algeria                                                               | 2 – 0                                                                 | Ruanda                                                                | Amichevole                                                            | -                                                                     |                                                                       |
| Totale                                                                |                                                                       | Presenze                                                              | 14                                                                    |                                                                       | Reti                                                                  | 1                                                                     |                                                                       |

## Palmarès

### Club

#### Competizioni nazionali
- Campionato ruandese: 3

Rayon Sports: 2016-2017, 2018-2019
APR: 2019-2020